# Bocca d'Ombrone
Bocca d'Ombrone è la denominazione con cui viene indicato il luogo della foce a delta cuspidato del fiume Ombrone, nel comune di Grosseto.

## Descrizione
La sua ubicazione è sul Mar Tirreno, nel territorio comunale di Grosseto. La località è classificata come sito di interesse comunitario ed è inclusa nel Parco naturale della Maremma, da dove è raggiungibile attraverso l'itinerario A7.
A nord di Bocca d'Ombrone si estende una zona umida, il Padule della Trappola, mentre a sud le opere settecentesche di canalizzazione volute dai Lorena hanno notevolmente ridotto le originarie aree palustri, che hanno lasciato spazio alla Pineta Granducale: l'unica zona priva di pineta a sud dell'Ombrone è l'area denominata Le Macchiozze, mentre in prossimità del litorale a ridosso della foce rimane traccia della Salina di San Paolo.
In prossimità della sponda meridionale dell'Ombrone, proprio in corrispondenza della sua foce è situato il Casello idraulico, nelle cui vicinanze vi sono vari punti per effettuare l'attività di birdwatching, visto il gran numero di uccelli migratori che si recano a svernare in questa area.

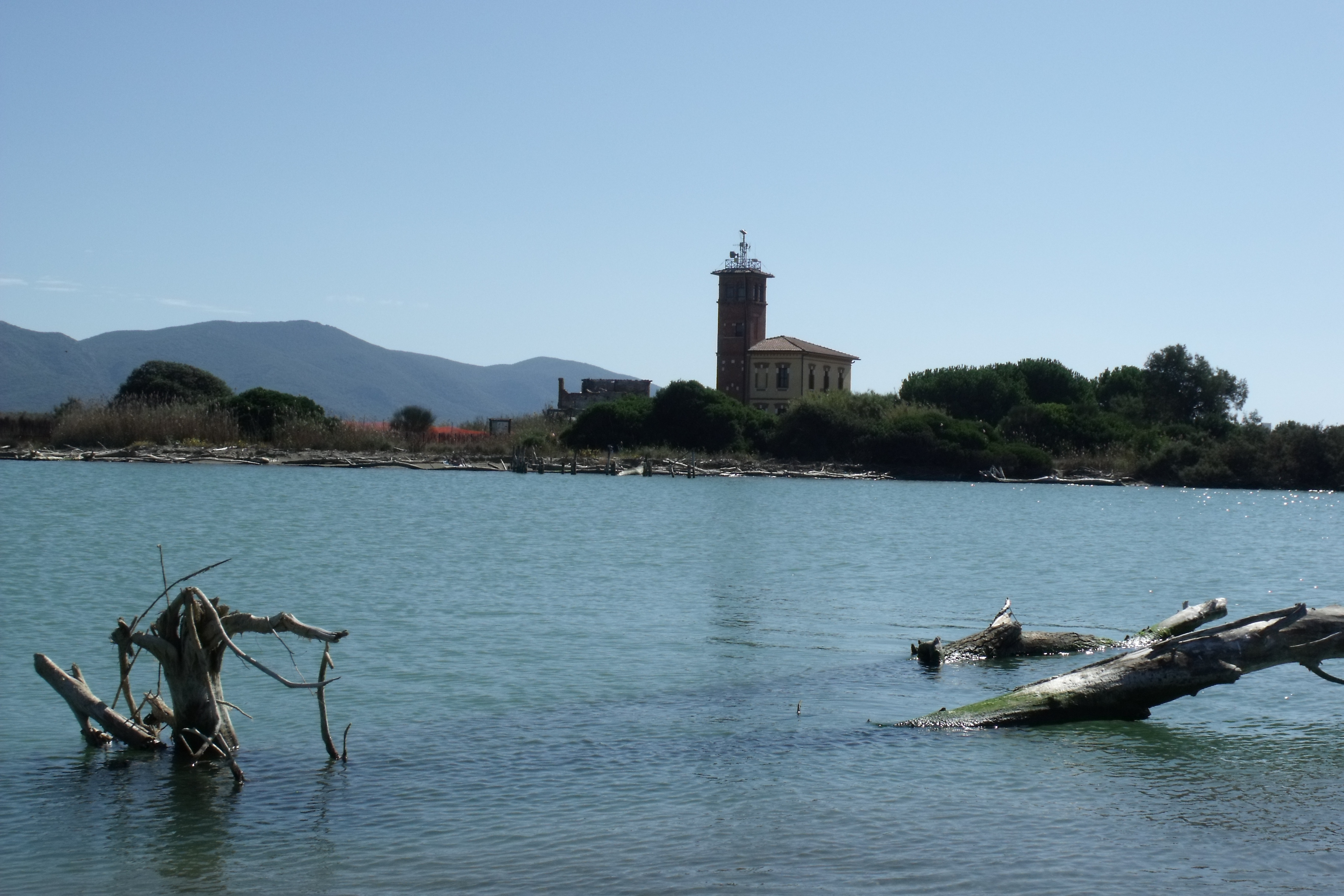
Il casello idraulico di Bocca d'Ombrone
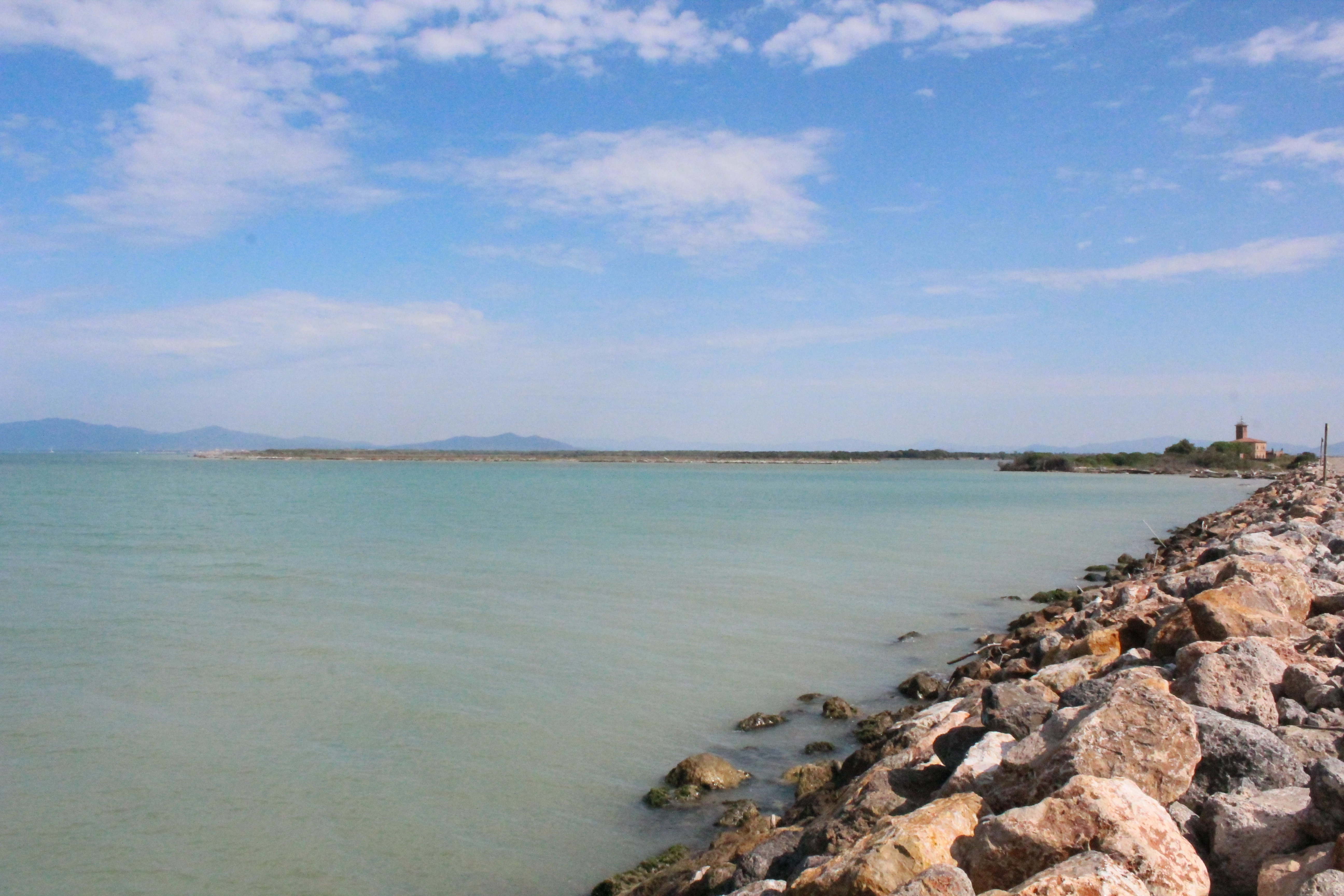
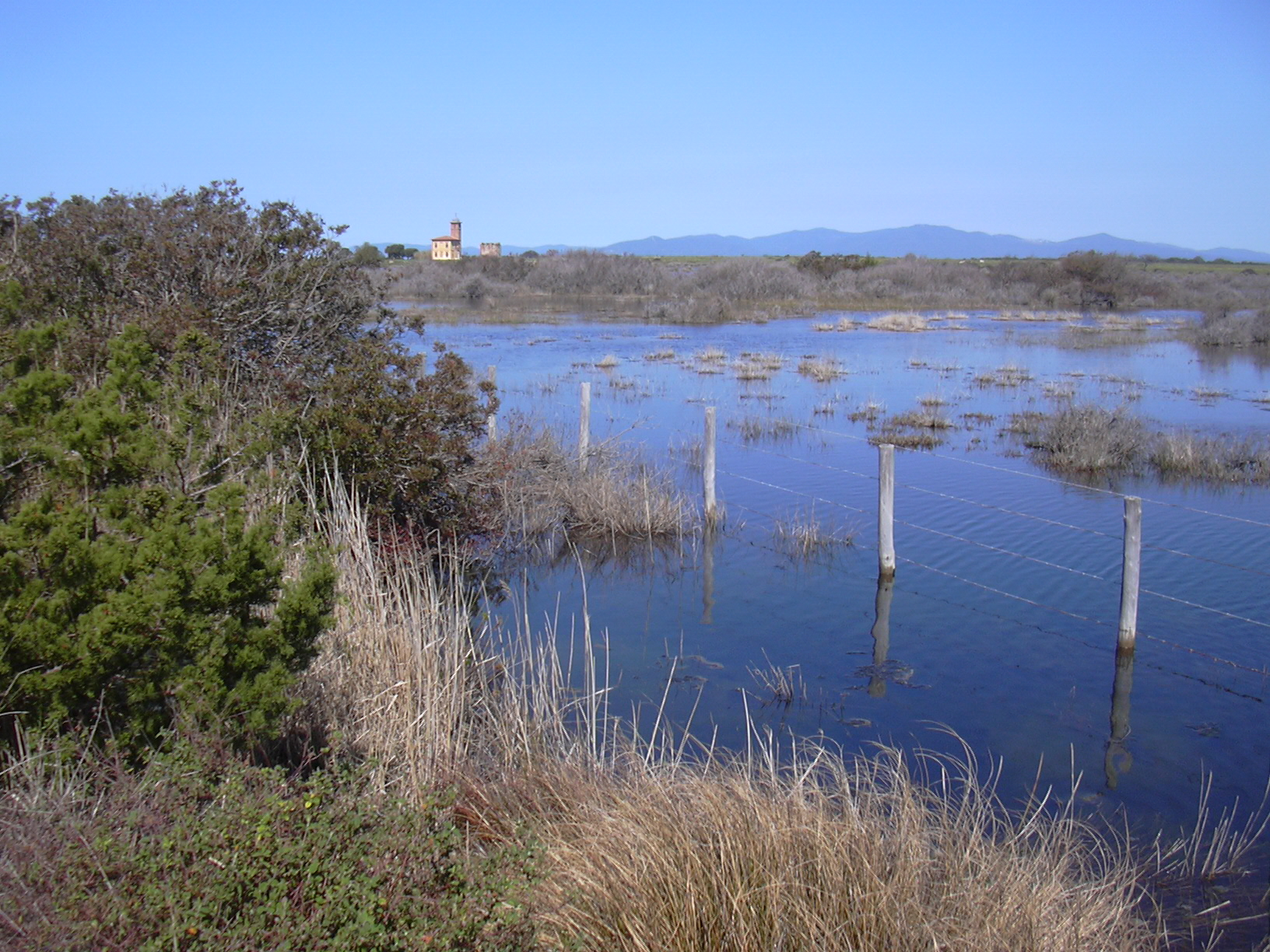